# 金雄鎔
金雄鎔（韓語：김웅용、漢字也被寫為金恩榮、1962年3月8日—），是出身於韓國的“神童”。他在史丹福-比奈智力測驗中的分數達到了210分。
金雄鎔在出生不久後就展現出語言天份。2歲時即能使用韓、日、英、德、法五種語言
，5歲時在在日本富士電視台節目上現場表演作詩及演算微積分。他在4歲到7歲期間為漢陽大學物理系的應邀學生。1966年，进入韩国汉阳大学物理系特别班学习。1969年，被编入韩国建國大學4年级。
1970年，以研究生身份进入科罗拉多州立大学研修热物理学和核物理学，并在15岁前获得了科罗拉多州立大学物理学博士学位。7歲時受邀至NASA進行研究，1974年大學畢業後繼續在NASA工作，1978年回到韓國，轉攻土木工程領域。他從2007年開始在忠北大学工作。

## 連結
- . Naver People.   [2007-06-09].[永久]
- . Empas People.   [2007-06-09]. （原始内容存档于2007-10-17）.